# Heidy Viciedo
Heidy Viciedo (nacida en La Habana, Cuba) es una cantante, compositora y doblajista cubana-argentina. Inició su carrera en el trío musical Café Soul y tiempo después desarrolló una trayectoria como cantante solista. Durante su estancia en México trabajó con artistas como Niurka Curbelo, David Torrens, Edgar Oceransky, Alejandra Guzmán y Noel Schajris, entre otros. También aportó su voz en canciones para producciones de cine y televisión como Tierra de osos, La princesa y el sapo y Kim Possible.
Radicada en Argentina, ha colaborado con celebridades como Rodrigo Tapari, Alejandra Majluf, Jimena Barón y José María Muscari, además de desempeñarse como jurado en el programa de telerrealidad Canta conmigo ahora, conducido por Marcelo Tinelli. En 2022 publicó su primer álbum de estudio, titulado Negra. 

## Biografía

### Inicios y Café Soul
Viciedo nació en La Habana, Cuba, hija del entrenador de boxeo Leonel Viciedo Domínguez. Su carrera musical comenzó en 1997 cuando cofundó Café Soul, un trío de música soul a capela que interpretaba canciones en español de su autoría y de otros artistas como Alejandro Bernabeu. En 1998 fue contratada junto con su banda para brindar un espectáculo en Cancún, México, donde se incluían bailarines, músicos y diversos artistas.
Luego de abandonar la formación, regresó a su natal Cuba para brindar recitales con el cantautor cubano de salsa y timba Paulito F.G., grabando además coros para algunos de los temas de su disco. En 1999 abandonó nuevamente su país para desempeñarse como corista de la banda de la cantante cubana Dayani Lozano, con la que realizó una gira por México.

### Llegada a México
Tras finalizar el tour decidió quedarse en el país norteamericano para continuar con su carrera musical. Ya instalada en la Ciudad de México se incorporó como corista de la cantautora cubana Niurka Curbelo y al mismo tiempo fue contratada para formar parte de la banda del músico David Torrens, quien obtuvo diversos galardones como el Premio ERES (México) a la canción más solicitada del año y el Premio Lucas (Cuba) al mejor videoclip -ambos premios por la canción «Sentimientos ajenos», vídeo en el que también participó-. A su vez, el cantautor mexicano Edgar Oceransky la contrató para unirse a su banda para realizar algunas giras por territorio mexicano.
En 2002 realizó colaboraciones con otros artistas en el Auditorio Nacional de la Ciudad de México, donde formó parte del homenaje Pablo querido e invitados junto a Pablo Milanés, Eugenia León, Fher (de Maná), Alberto Cortés, Fito Páez y otros artistas. Ese mismo año participó en el disco Mexi Funky Music del cantautor y productor mexicano Mario Domm, además de realizando giras junto a su banda. También grabó los coros para uno de los temas del disco Cita en las nubes del cantante argentino Noel Schajris y durante este periodo compartió escenario con artistas como Amaury Gutiérrez y Francisco Céspedes.
En 2003 fue escogida por Phil Collins para cantar para el mercado latino el tema principal de la película animada de Disney Tierra de osos, canción que en su versión en inglés fue interpretada por la cantante Tina Turner. De la mano de los productores de Disney Latinoamérica Jack Jackson y Raúl Aldana, aportó su voz para canciones de varias películas como La Princesa y El Sapo, About Adam, Kim Possible y de series como Scrubs, The Proud Family, That's So Raven, Phineas & Ferb y Clásicos de Disney, entre otras. También en 2003 se incorporó a la banda de la cantante mexicana Alejandra Guzmán para realizar la gira nacional del disco Soy.

### Carrera como solista y viaje a Argentina
En 2004 decidió iniciar una carrera como solista, realizando algunas presentaciones por diversas ciudades de México. Un año después se trasladó con su pareja a Argentina (país en el que reside actualmente) y allí contrajo matrimonio con su actual esposo. Mientras intentaba establecerse en ese país su carrera experimentó un descenso, con esporádicas presentaciones en sitios no muy concurridos, diferentes a los eventos masivos registrados en años anteriores.
En 2007 nació su primer hijo y se dedicó a tiempo completo a su crianza, realizando en paralelo algunas colaboraciones en discos de otros cantantes, poniendo una pausa su carrera. En 2011 nació su segundo hijo y luego de un tiempo decidió retomar su carrera, haciendo presentaciones en diversos espacios de arte.
En 2014 fue convocada por el periodista Eduardo Fábregat para cantar en homenaje al lanzamiento de la estampilla de Luis Alberto Spinetta.

### Retorno a los escenarios
En 2015 coprodujo y coprotagonizó el espectáculo teatral en el teatro Buenos Aires de calle Corrientes Viva La Vida, junto a la actriz argentina Alejandra Majluf. Un año después produjo su espectáculo Heidy Viciedo, presentándose en diversos escenarios de la ciudad de Buenos Aires como Velma Café, Boris Club y Teatro Sony. La actriz y cantautora Jimena Barón asistió a todas las presentaciones para cantar a dúo tres canciones con Viciedo.
En 2017 colaboró activamente con Jimena en sus inicios en la música, presentándose junto a ella en todos los programas de televisión y en las presentaciones de la gira soporte del disco La tonta. Dos años después participó en los conciertos y en los eventos de promoción de su nueva gira, titulada La Cobra Tour.
En 2021 se presentó junto con Rodrigo Tapari en el programa Showmatch, la academia. En diciembre del mismo año fue invitada por el cantante para participar en su concierto en el Luna Park de Buenos Aires. También en 2021 anunció la grabación de en un álbum en solitario, y en la producción de los videoclips de las canciones «Casa natal», «Aire» y «Pose».

### Primer álbum de estudio y actualidad
En 2022 publicó su primer álbum de estudio, titulado Negra. El disco incluyó canciones de su autoría y algunas versiones, como una interpretación en estilo latino del tema «Vogue» de Madonna, que contó además con un videoclip.  Entre 2022 y 2023 se desempeñó como jurado en el programa de televisión Canta conmigo ahora, emitido por Canal 13 durante tres temporadas y conducido por Marcelo Tinelli. Un año después participó como cantante en el espectáculo Muscari in Da House, dirigido por el actor y dramaturgo José María Muscari.
En 2025 colaboró nuevamente con Muscari como intérprete en un homenaje teatral a Mirtha Legrand titulado Mirtha, el mito, con funciones en el Palacio Libertad y en el Teatro Regina. El mismo año fue convocada por el dramaturgo Pepe Cibrián Campoy para interpretar un papel protagónico en su nueva obra en producción titulada Drácula Resurrección, prevista para estrenarse en 2026.

## Discografía
- 2022 - Negra

## Participaciones en televisión
- Canta conmigo ahora - Jurado
- Showmatch - Homenaje a Aretha Franklin[33] / Cantante invitada con Rodrigo Tapari
- Susana Giménez - con Jimena Barón[34]
- Morfi, todos a la mesa - con Jimena Barón[35]
- Cortá por Lozano - con Jimena Barón[36]

## Filmografía
- Marvel Rising - Jugando con fuego –  Shocktress (Niecy Nash) (2019)
- T.O.T.S.: Servicio de entrega de animalitos – Mamá Tigre (Megan Hilty) (2019)
- La Princesa y El Sapo - Mama Oddie
- About Adam - Kate Hudson
- Tierra de osos
- Kim Possible - Canción de apertura
- Scrubs
- The Proud Family - Canción de apertura
- That's So Raven - Canción de apertura
- Phineas & Ferb - Canciones dentro de capítulos
- Clásicos de Disney - Clásicos de Navidad